# Kreta en Cyrenaica
Kreta en Cyrenaica was een provincie van het Romeinse Rijk.

## Geschiedenis
Cyrenaica ontstond als een provincia aan de noordkust van Africa tussen Alexandria et Aegyptus en Numidia. Het is vernoemd naar de hoofdstad Cyrene/Kyrene, een Griekse kolonie. Voordien behoorde het tot het Hellenistische Rijk van de Ptolemaeën.
De provincia bestond oorspronkelijk uit vijf steden, de Pentapolis - Cyrene met zijn haven Apollonia (Marsa Susa), Arsinoe (Tocra), Berenice (Benghazi) en Barca (Al Marj) - waarvan de voornaamste het eponiem Cyrene was. Naar het zuiden toe werd Cyrenaica begrensd door de Sahara.
Nadat het gebied veroverd was door Alexander de Grote, kwam het in handen van de Ptolemaeën en ten slotte werd het deel van het Romeinse Rijk. Ptolemaeus VIII Euergetes II had het gebied afgescheiden van Egypte om het te schenken aan zijn zoon Ptolemaeus Apion. Toen deze zonder erfgenamen stierf in 96 v.Chr., schonk laatstgenoemde het bij testament aan het Romeinse Rijk.
Na de verovering van Kreta in 67 v.Chr. werden beide samengevoegd tot een Romeinse provincie, Kreta en Cyrenaica, met als hoofdstad Gortyna. Met de hervormingen van Diocletianus, rond 300, werden beide terug opgesplitst. Cyrenaica kreeg samen met Tripolitana de naam Libia en werd ingedeeld bij de Dioecesis Orientis.
- Library of Congress Control Number: n82077893
- Nationale Bibliotheek van Israël: 987013002803705171
- Virtual International Authority File: 161519251
- WorldCat: E39PBJbxBgjXYgGvFKJwFPcVmd